# The Long Dark
 (février 2015).
The Long Dark est un jeu vidéo, sorti en version alpha en 2014 (accès anticipé) et en version finale pour « l'épisode 1 » le 1er août 2017, édité et développé par Hinterland Studio (fi), paru sur Windows, Mac OS X, Linux, PlayStation 4 et Xbox One, puis sur Switch le 17 septembre 2020. C'est une simulation de survie en vue à la première personne se déroulant dans un monde ouvert.
Le joueur incarne un pilote de brousse qui s'est écrasé dans la nature sauvage glacée du Canada et doit lutter pour sa survie après une catastrophe planétaire ayant plongé le monde dans une nouvelle période glaciaire. Le jeu a obtenu un financement participatif via Kickstarter en octobre 2013. La version alpha du jeu est sortie sur Steam le 22 septembre 2014 en accès anticipé.
The Long Dark est le premier projet de Hinterland Studio ; la version alpha du titre a été accueillie par des critiques très positives.
Le 3e épisode, nommé Crossroads elegy, est disponible depuis le 22 octobre 2019. Le 4e épisode intitulé Fury, Then Silence est sorti le 6 octobre 2021. Le 5e épisode sera disponible à une date ultérieure.

## Système de jeu
Le jeu est décrit par les développeurs comme étant « une simulation de survie qui prend en compte la température corporelle, les apports caloriques, la faim, la soif, la fatigue, la fraîcheur du vent, la vie sauvage, ainsi que d'autres facteurs environnementaux ». Il y a deux modes de jeux disponibles : le mode histoire et le mode survie.
Dans la version alpha, seul le mode bac à sable est disponible. Ce mode fait démarrer le joueur à un endroit au hasard sur une des deux cartes disponibles que le joueur peut choisir, appelées Mystery Lake et Coastal highway. L'objectif est de survivre le plus longtemps possible en recherchant et utilisant toutes les ressources qui pourront être trouvées, comme de la nourriture, de l'eau, du bois pour le feu, du matériel médical, des outils, parmi lesquels des armes, des haches et des couteaux, ainsi que d'autres objets divers. Il y a aussi des animaux sauvages, comme des cerfs et des loups, le premier pouvant être chassé pour sa viande, et le deuxième étant une constante menace pour le joueur. Tous les objets sont replacés aléatoirement à chaque début de jeu, donc aucune partie n'est identique à une autre. Les outils et les objets s'usent avec le temps, forçant le joueur à prendre des décisions prudentes par rapport à leur condition et leur besoin éventuel d'être réparés. Le feu est un élément indispensable pour se chauffer et cuire des aliments. Le joueur doit faire des réserves de bois et de fuel pour rester en vie. Le joueur peut également tomber malade et subir des intoxications. Le jeu simule la température et la fraîcheur du vent, les deux étant aléatoires durant la partie, encourageant le joueur à être attentif à la météo afin de ne pas mourir de froid. Le joueur ne peut sauvegarder qu'après être entré dans un bâtiment ou au moment de dormir. Le jeu utilise un système de mort permanente : quand le joueur meurt, son fichier de sauvegarde est supprimé, l'obligeant à recommencer une nouvelle partie.
Dans le mode histoire de la version finale (sortie le 1er août 2017), la mort ne signifie pas la suppression du fichier de sauvegarde, mais juste le retour au dernier point de contrôle. Le point de contrôle correspond au début à une étape fondamentale du jeu. Puis, une fois la partie « didacticielle » passée, le joueur gère sa sauvegarde en gérant son sommeil. Si la première partie est scriptée pour amener le joueur à comprendre les ressorts et le fonctionnement du jeu, le joueur est par la suite libre de ses mouvements. Il est également libre de réaliser ou non les quêtes/demandes des personnages vivants (un seul dans l'épisode 1) dans le but d'obtenir des informations ou des objets pouvant lui faciliter la survie.

## Développement

### Expansion Pass
Depuis le 5 décembre 2022, une extension payante a été ajoutée, intitulée « Tales from the Far Territory ». Celle-ci a été dotée d’une seconde partie, « Signal Void », disponible depuis le 31 mars 2023. Une troisième partie a été ajoutée le 21 juin 2023, et se nomme « Frontier Comforts ».

## Bande originale
La bande originale du jeu vidéo est constituée de 80 thèmes différents composés par Cris Velasco et Sascha Dikiciyan.
La musique utilisée pour le générique du mode histoire du jeu est la chanson The Lion's Roar du groupe suédois First Aid Kit.